# Annette Wittkamp-Fröhling
Annette Wittkamp-Fröhling, geborene Annette Fröhling (* 18. April 1946 in Olfen, Westfalen; † 24. Mai 2021 in Lüdinghausen) war eine deutsche Bildhauerin des figürlichen Realismus.

## Leben

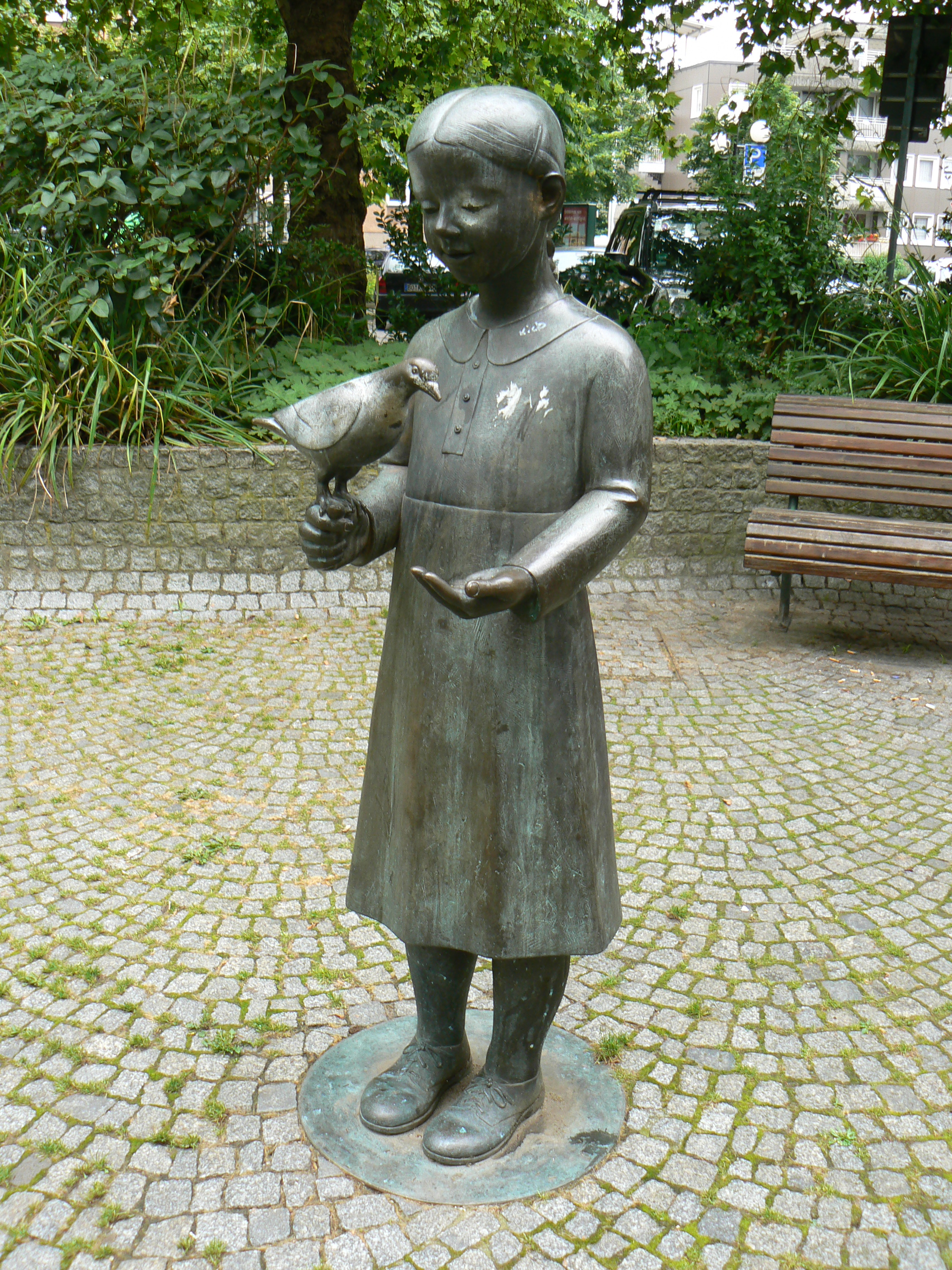
Mädchen mit Taube, Herten

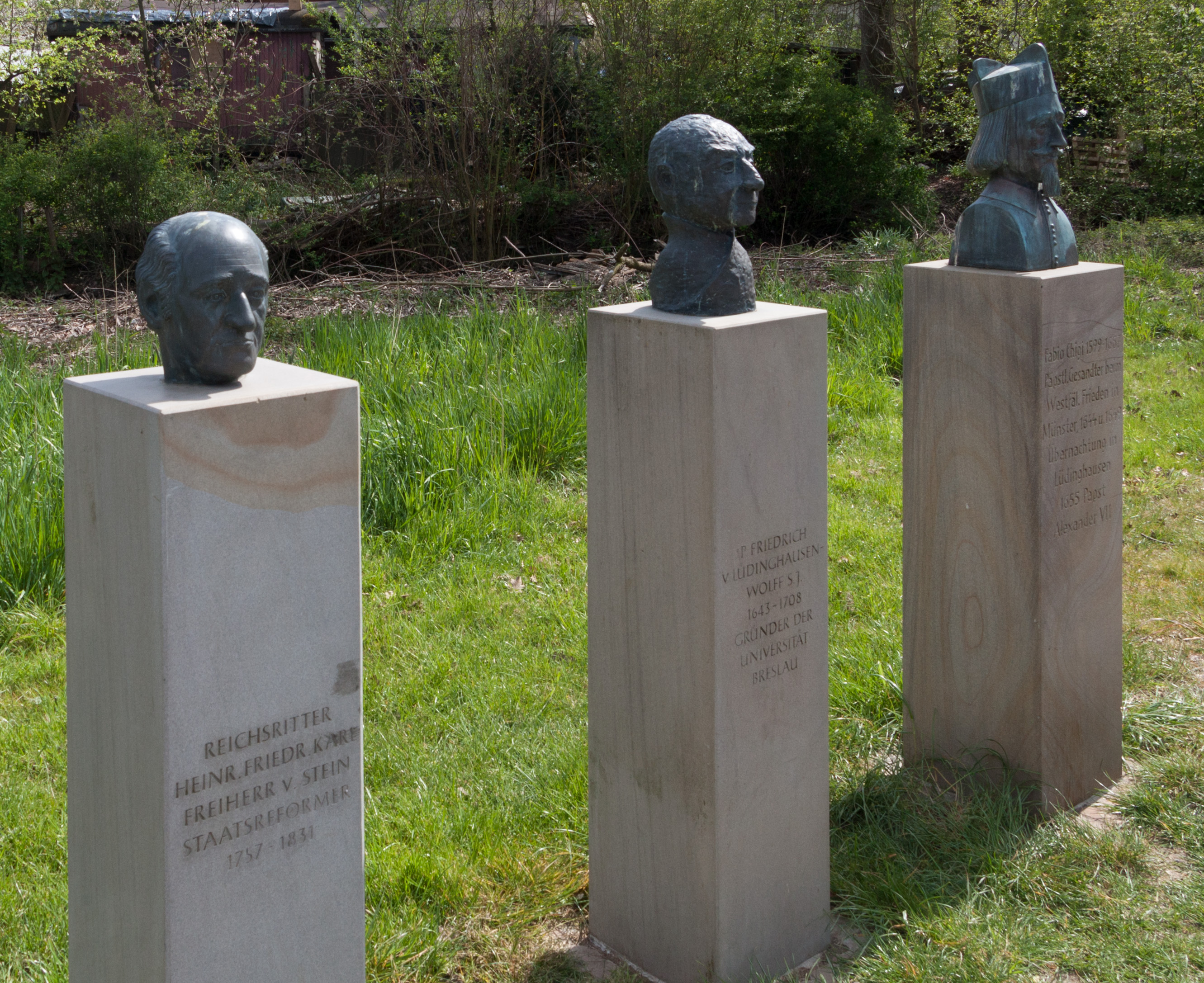
Büsten am Kapitelweg in Lüdinghausen

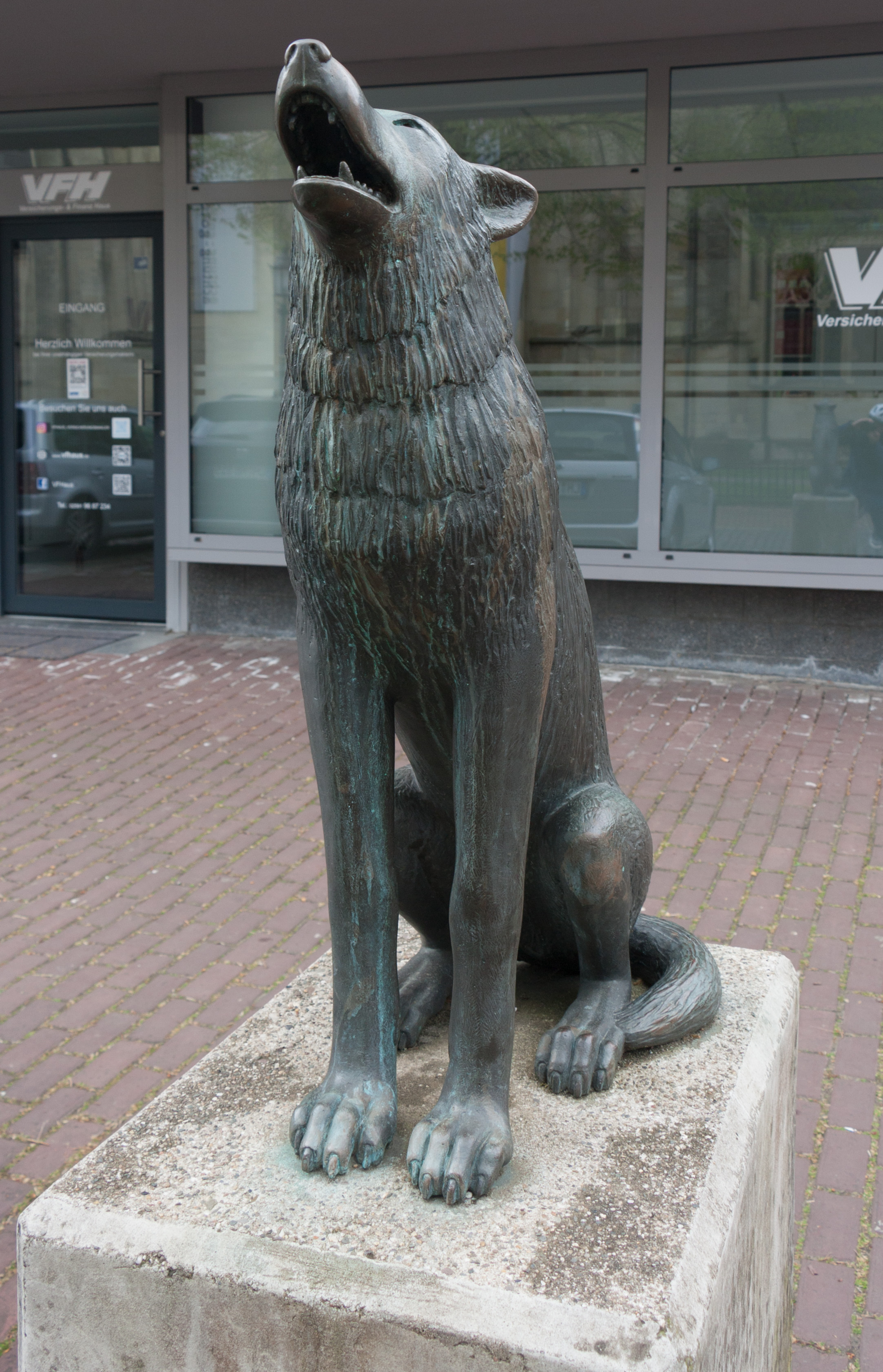
Skulptur Wolf in Lüdinghausen

Sie wurde 1946 als Tochter der Journalistin Marga Fröhling und des Schriftstellers Fritz Fröhling in Olfen geboren. Ab 1961 erhielt Wittkamp Unterricht bei Karl Odenbreit in Datteln und Norbert Ahlmann in Lüdinghausen. Mit 16 Jahren folgte das Studium der Bildhauerei bei Adolf Wamper an der Folkwangschule in Essen, das sie 1967 erfolgreich abschloss. Im gleichen Jahr eröffnete sie ihre erste Werkstatt als freie Bildhauerin. Auch unterrichtete Wittkamp Kunsterziehung und Kunstgeschichte am St. Antonius Gymnasium und am privaten Gymnasium Canisianum in Lüdinghausen. 1976 gründete sie ihre erste Galerie in Lüdinghausen, die noch heute besteht, wenn auch an einem anderen Standort. Hier stellte sie ihre eigenen Arbeiten aus, sowie die Bilder ihres Mannes, des Malers und Dichters Frantz Wittkamp.
In Lüdinghausen und Umgebung zeichnen viele Bronzeplastiken von Annette Wittkamp-Fröhling die Geschichte und das Leben im Münsterland nach, so auch die Büsten und Köpfe am Kapitelweg in Lüdinghausen. Sie stellen Persönlichkeiten dar, die der Stadt Lüdinghausen geschichtlich verbunden sind, wie zum Beispiel der Kopf von Fabio Chigi, dem späteren Papst Alexander VII. Die Künstlerin lebte seit 1964 in Lüdinghausen.
Annette Wittkamp-Fröhling starb am 24. Mai 2021 wenige Wochen nach Vollendung ihres 75. Lebensjahres in Lüdinghausen.

## Werke (Auswahl)
- Kiepenkerl Anton von Lüdinghausen, Burg Vischering, Lüdinghausen, aufgestellt am 8. Mai 1978
- Mädchen, Sparkasse Westmünsterland, Graf-Wedel-Straße, Lüdinghausen, aufgestellt am 8. Dezember 1979
- Hl. Johannes  Nepomuk – Steverstraße, Lüdinghausen, aufgestellt am 11. Dezember 1982
- Gottfried von Raesfeld, aufgestellt 1986
- Mädchen mit Blumen, St. Marien Hospital Lüdinghausen, aufgestellt 1990
- Spökenkieker Caspar Winkelset, aufgestellt am 7. Juni 1989
- Geldzähler, Tom Thaler, Volksbank Lüdinghausen eG, Lüdinghausen
- Wolf, Wolfsberger Str., Lüdinghausen, aufgestellt am 29. September 1997
- Ziegenbock, Hermannstraße, 1996, aufgestellt am 24. Oktober 2005
- Paulchen (der junge Paul Harris), aufgestellt am  14. Mai 2000
- Christoph Bernhard von Galen, aufgestellt am 30. März 2000
- Fabio Chigi, Päpstlicher Legat, später Alexander VII,
- Ritter von Haake zu Patzlar, aufgestellt am 30. März 2000
- Freiherr vom und zum Stein
- Selige Maria Gräfin Droste zu Vischering
- Lambert von Oer
- Stritzken, das Lüdinghauser Original Wilhelm Schiefenhövel
- Brüder, Seppenrade, November 2000
- Roggenmarktbauer, Werne, 13. Juni 1987
- Mädchen mit Taube, Herten, Marienplatz
- Franz Joseph Ernst Funcke, Lüdinghausen[2]
- Cojohn, Fürstenau[3]